# Le Chat blanc
Le Chat blanc est un tableau réalisé par le peintre français Pierre Bonnard en 1894. Cette huile sur carton est une peinture animalière dans le style nabi. Elle représente un chat blanc faisant le gros dos, dressé sur des pattes démesurées. L'œuvre est conservée depuis 1982 au musée d'Orsay, à Paris.